# Deliverance (album d'Opeth)
Pour les articles homonymes, voir Délivrance.
Albums de Opeth
Blackwater Park
(2001) Damnation
(2003)
Deliverance est le sixième album studio du groupe death metal progressif suédois Opeth, paru en 2002.

## Liste des pistes
1. « Wreath » (Åkerfeldt) — 11:10
2. « Deliverance » (Åkerfeldt) — 13:36
3. « A Fair Judgement » (Åkerfeldt) — 10:24
4. « For Absent Friends » (Åkerfeldt) — 2:17
5. « Master's Apprentices » (Åkerfeldt) — 10:32
6. « By the Pain I See in Others » (Åkerfeldt) — 13:51

## Personnel
- Mikael Åkerfeldt – voix, guitare électrique
- Peter Lindgren – guitare électrique
- Martín López – batterie
- Martín Mendez – guitare basse
- Steven Wilson – choriste, synthétiseur, guitare, mellotron